# HR 7722
HR 7722 je hvězda spektrálního typu K3, od Země je vzdálená 29,1 světelných let. Jedná se o oranžového trpaslíka, který se nachází v souhvězdí Kozoroha. Radiální rychlost hvězdy činí přibližně 0,9 km/s.